# Elizabeth Taylor
Pour les articles homonymes, voir Elizabeth Taylor (homonymie) et Taylor.
Elizabeth Taylor [əˈlɪzəbəθ ˈteɪlə], communément appelée Liz Taylor, est une actrice britannico-américaine, née le 27 février 1932 dans le quartier d'Hampstead Garden Suburb de Londres et morte le 23 mars 2011 dans le quartier de Beverly Grove de Los Angeles.
Elle commence sa carrière à l’âge de dix ans et rencontre aussitôt le succès en tournant dans des films tels que Fidèle Lassie, le mélodrame Le Grand National (qui lui vaut son premier triomphe personnel) réalisé par le réalisateur favori de Greta Garbo, Clarence Brown, Les Quatre Filles du docteur March mis en scène par Mervyn LeRoy (qui révéla Lana Turner), la comédie Le Père de la mariée de Vincente Minnelli et sa suite Allons donc, papa !.
Les films Une place au soleil et Géant, réalisés par George Stevens, avec respectivement Montgomery Clift, James Dean et Rock Hudson, la consacrent, en 1956, comme une icône du cinéma. 
 Étoile de Hollywood dans les années 1950 et 1960, elle reçoit deux Oscars pour ses rôles dans La Vénus au vison et Qui a peur de Virginia Woolf ?. Ses autres grands succès incluent La Chatte sur un toit brûlant, Soudain l’été dernier ainsi que Cléopâtre et La Mégère apprivoisée.
Plus rare sur grand écran à partir des années 1970 en raison de sa santé précaire et de l’insuccès de ses films dès la fin des années 1960. Elizabeth Taylor se consacre par la suite à la lutte contre le sida avant même la mort en 1985 de son ami l'acteur Rock Hudson.
En 1999, l’American Film Institute distingue Elizabeth Taylor comme la septième plus grande actrice de tous les temps, dans le classement AFI’s 100 Years… 100 Stars.
Par ailleurs, elle a régulièrement défrayé la chronique au sujet de sa vie privée, essentiellement à propos de ses nombreux mariages.

## Biographie

### Famille

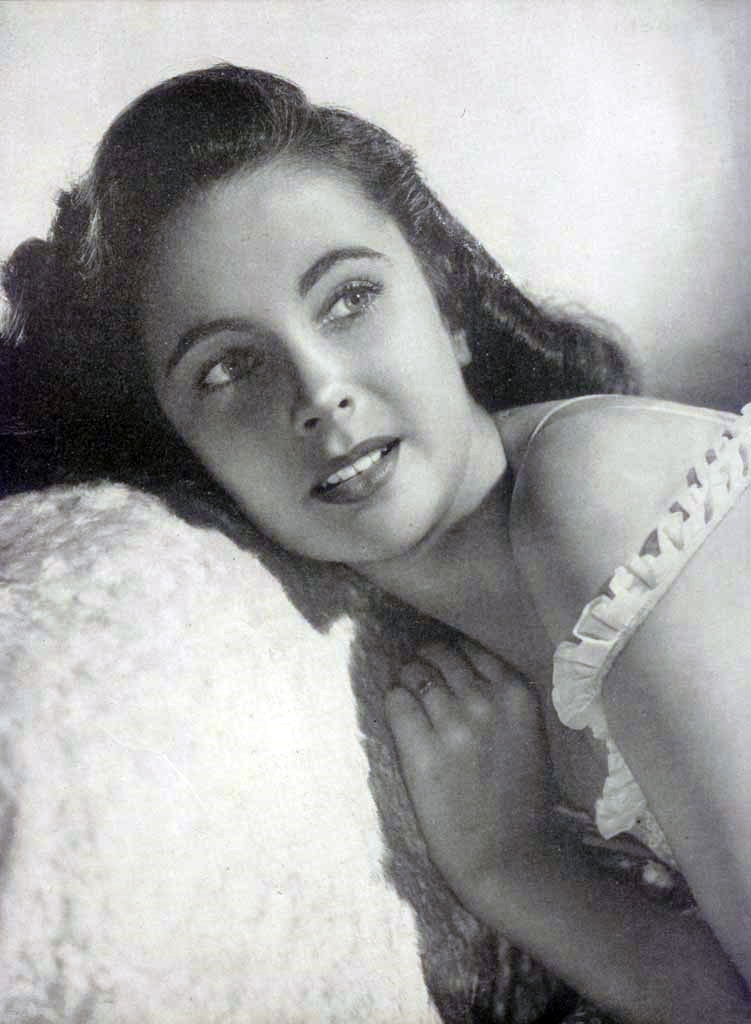
Elizabeth Taylor en 1947.

Elizabeth Taylor naît le 27 février 1932 à Hampstead Garden Suburb (en), situé en Angleterre dans la banlieue cossue de Londres, de parents tous deux américains, originaires lui de l'Illinois, et elle du Kansas. Elle est la seconde enfant de l'actrice Sara Viola Warmbrodt (de son nom de scène Sara Sothern, 1895–1994) et de Francis Lenn Taylor (en) (1897–1968), propriétaire d'une galerie d'art, neveu du marchand d'art Howard Young. Elle grandit à Londres, au 8 Wildwood Road d'Hampstead Garden Suburb,,, auprès de ses parents et de son frère aîné Howard Taylor (né en 1929).
Ses deux prénoms, Elizabeth et Rosemond lui ont été donnés en l'honneur de sa grand-mère paternelle Elizabeth Mary (Rosemond).
Le colonel Victor Cazalet, un des meilleurs amis de la famille, a beaucoup d'influence sur cette dernière. Riche et bien introduit, membre du Parlement et proche de Winston Churchill, il est un passionné d'art et de théâtre. Il persuade les Taylor de s'établir définitivement au Royaume-Uni. Adepte de Science chrétienne, ses liens avec la famille sont également d'ordre religieux. Il devient le parrain d'Elizabeth et entraîne la famille sur le chemin de sa propre obédience.
Le biographe Alexander Walker suggère qu'il « est probable que la conversion d'Elizabeth à la religion juive, et son long engagement à la cause d'Israël, a pour origine la vision sympathique qu'elle en a eu chez elle au cours de ces années formatrices ». Walker note que Cazalet était un propagandiste actif pour un État hébreu et sa mère a milité activement au sein de groupements caritatifs avec des collecteurs de fonds en faveur du sionisme. Elle se souvient de l'influence de Cazalet sur sa fille en ces termes : « Victor s'assit sur le lit et prit Elizabeth dans ses bras tout en lui parlant de Dieu. Ses grands yeux sombres scrutaient son visage, s'imprégnant de chaque parole, croyant et comprenant [ce qu'il lui disait] », (p. 14).
Peu avant le début de la Seconde Guerre mondiale, fuyant les hostilités, les parents d'Elizabeth décident de rentrer aux États-Unis. Sara part la première avec les enfants. Elle débarque à New York au mois d'avril 1939. Le père, resté momentanément à Londres pour emballer les œuvres d'art de son magasin, arrive à son tour au mois de novembre. La famille choisit de s'établir à Los Angeles, en Californie, ville dont Sara est originaire et où elle possède de la famille. Francis Taylor y ouvre une galerie où il expose les peintures qu'il a rapportées du Royaume-Uni. Son magasin attire rapidement de nombreuses célébrités du tout-Hollywood. D'après Walter, la galerie « ouvre grand les portes aux Taylor, leur donnant accès à la société argentée et prestigieuse » du cinéma hollywoodien. Elizabeth découvre le milieu du cinéma lorsque sa mère la présente aux studios de Hollywood.
Elizabeth bénéficie de la double nationalité. Américaine par ses parents, elle est aussi citoyenne britannique par le fait d'être née sur le sol du Royaume-Uni.

### Une enfance volée
« On m'a volé mon enfance » s'exclame Elizabeth dans ses mémoires.

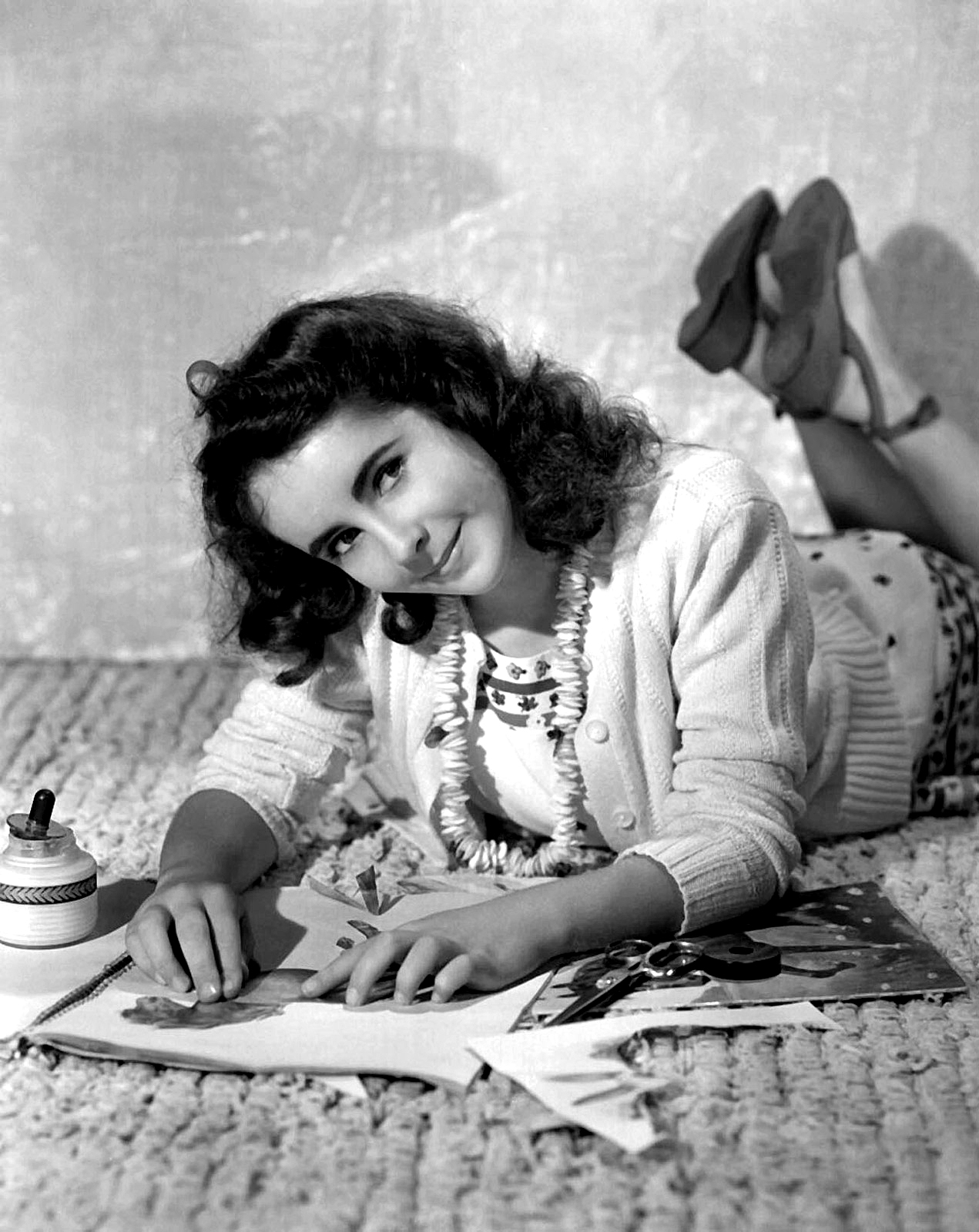
Elizabeth Taylor en 1942.

Sara Taylor joue un rôle déterminant dans la carrière de sa fille. Dès l’âge de trois ans, celle-ci prend ses premières leçons de danse, de chant et d'équitation. Tout en complétant l’instruction d’Elizabeth, sa mère la présente avec sa famille aux personnalités du milieu cinématographique. Elle attire ainsi l’attention d’un dirigeant de Universal Pictures, J. Cheever Cowdin qui offre un contrat de six mois à Elizabeth. Elle obtient son premier rôle en 1941 dans le film There’s One Born Every Minute mais les studios Universal ne sont pas convaincus par cet enfant « au regard d’adulte » et ne renouvellent pas son contrat.
Sara, déterminée, repart à l’assaut des maisons de production et obtient un casting pour un film de la Metro-Goldwyn-Mayer. Grâce aux conseils de sa mère et à son accent anglais impeccable, Elizabeth obtient le petit rôle de Priscilla dans Fidèle Lassie (Lassie Come Home, 1943). Le film, qui est un succès, lui permet de rencontrer Roddy McDowall, un des enfants stars de la MGM, avec qui elle reste amie sa vie durant. Ses parents signent ensuite un contrat d’un an avec la Metro-Goldwyn-Mayer.

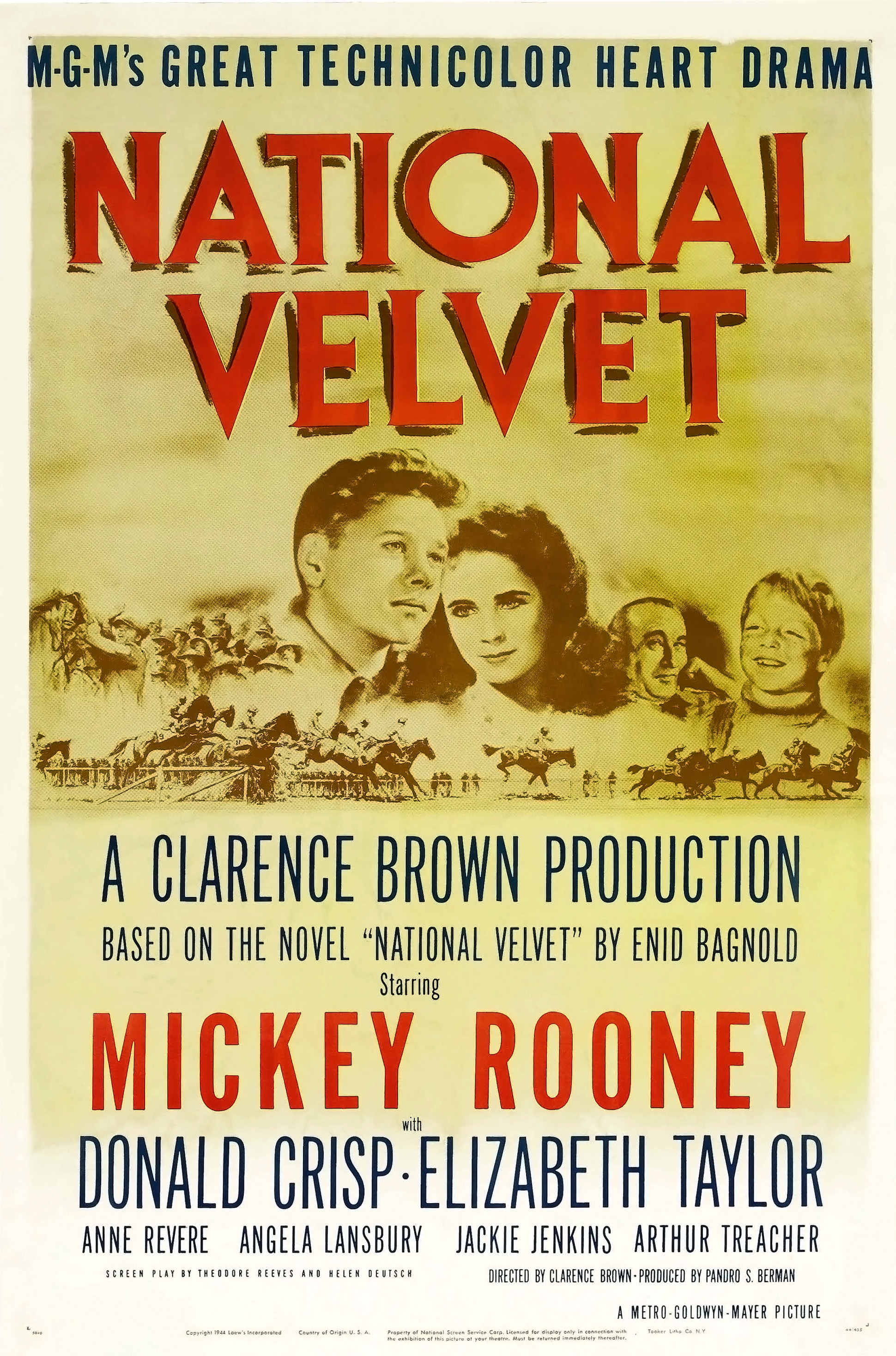
Le Grand National (1944).

Après deux apparitions non créditées dans les films Jane Eyre et Les Blanches Falaises de Douvres (de Clarence Brown déjà), côtoyant des stars de première grandeur (Orson Welles, Joan Fontaine, Irene Dunne), elle obtient son premier grand rôle avec Le Grand National aux côtés de Mickey Rooney, le plus illustre des enfants stars de l’époque (qui avait déjà vingt-quatre ans alors). Elle y interprète une jeune fille qui entraîne un cheval pour remporter une célèbre compétition hippique. Le film étant un succès (plus de 4 000 000 dollars de recettes), elle est engagée pour un contrat de longue-durée avec la MGM. Elle poursuit alors ses études avec d’autres enfants-star à la Little Red School, où elle reçoit son diplôme d’études en 1950,.
L'enfance d'Elizabeth Taylor au sein de la MGM ne fut cependant pas rose tous les jours. En effet, loin d'être une jeune fille libre au sein des studios, elle est forcée de se concentrer sur sa carrière, et se voit ainsi privée de toute activité avec des enfants de son âge (Louis B. Mayer avait mentionné une clause dans son contrat afin de s'en assurer).
Dès lors elle ne cesse d’enchaîner les tournages. Elle retrouve la mascotte de la MGM, la chienne Lassie, dans Le Courage de Lassie (1946) pour le premier rôle et devient l’une des Quatre Filles du docteur March où elle fait preuve d’humour en incarnant la petite peste Amy. Elle y a pour partenaire Janet Leigh, autre espoir du studio. L’adolescente interprète la fille de William Powell et Irene Dunne dans Mon père et nous du vétéran Michael Curtiz, et croise des monuments de Hollywood tels que Mary Astor, Wallace Beery ou Greer Garson, travaillant avec Jack Conway et Richard Thorpe, le plus souvent dans des comédies familiales. Cependant la beauté de la jeune fille s’épanouit précocement et elle passe rapidement à des rôles adultes.
Mère possessive mais meilleur agent de publicité pour sa fille, Sara Taylor est attentive et exigeante durant toute cette période, ce qui n’empêche pas Liz d’avoir des idylles. Elle s'affiche au bras d'Howard Hughes à l'âge de 17 ans et épouse son premier mari Conrad « Nicky » Hilton Jr, héritier de la chaîne d’hôtels Hilton, en 1950. Le mariage est un échec et s’achève au bout de neuf mois.

### La belle aux yeux couleur d'améthyste

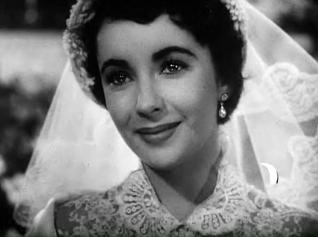
Le Père de la mariée (1950).

La jeune femme, dont les yeux en amande ont la particularité d’être couleur d'améthyste aux reflets dorés avec une anomalie génétique (une double rangée de cils ou distichiasis ourlant ses paupières lui fournit un regard naturellement soutenu semblable à celui d'une « adulte » maquillée avec du mascara,,,), est désormais mûre pour les premiers rôles. À seize ans, elle est l’épouse de Robert Taylor dans le suspense Guet-apens, puis elle joue les jeunes mariées dans deux productions de Vincente Minnelli Le Père de la mariée et sa suite Allons donc, papa !, deux comédies, satire de la classe moyenne américaine, qui lui donnent pour parents Spencer Tracy et Joan Bennett.
C’est au cours de la première de L’Héritière qu’elle rencontre un autre acteur avec qui elle a une relation amicale privilégiée, Montgomery Clift. Elle tourne avec lui en 1951 Une place au soleil, un classique de George Stevens, pour la Paramount Pictures. Ce film est l’adaptation du roman An American tragedy de Theodore Dreiser dont Josef von Sternberg a réalisé une première version en 1931.

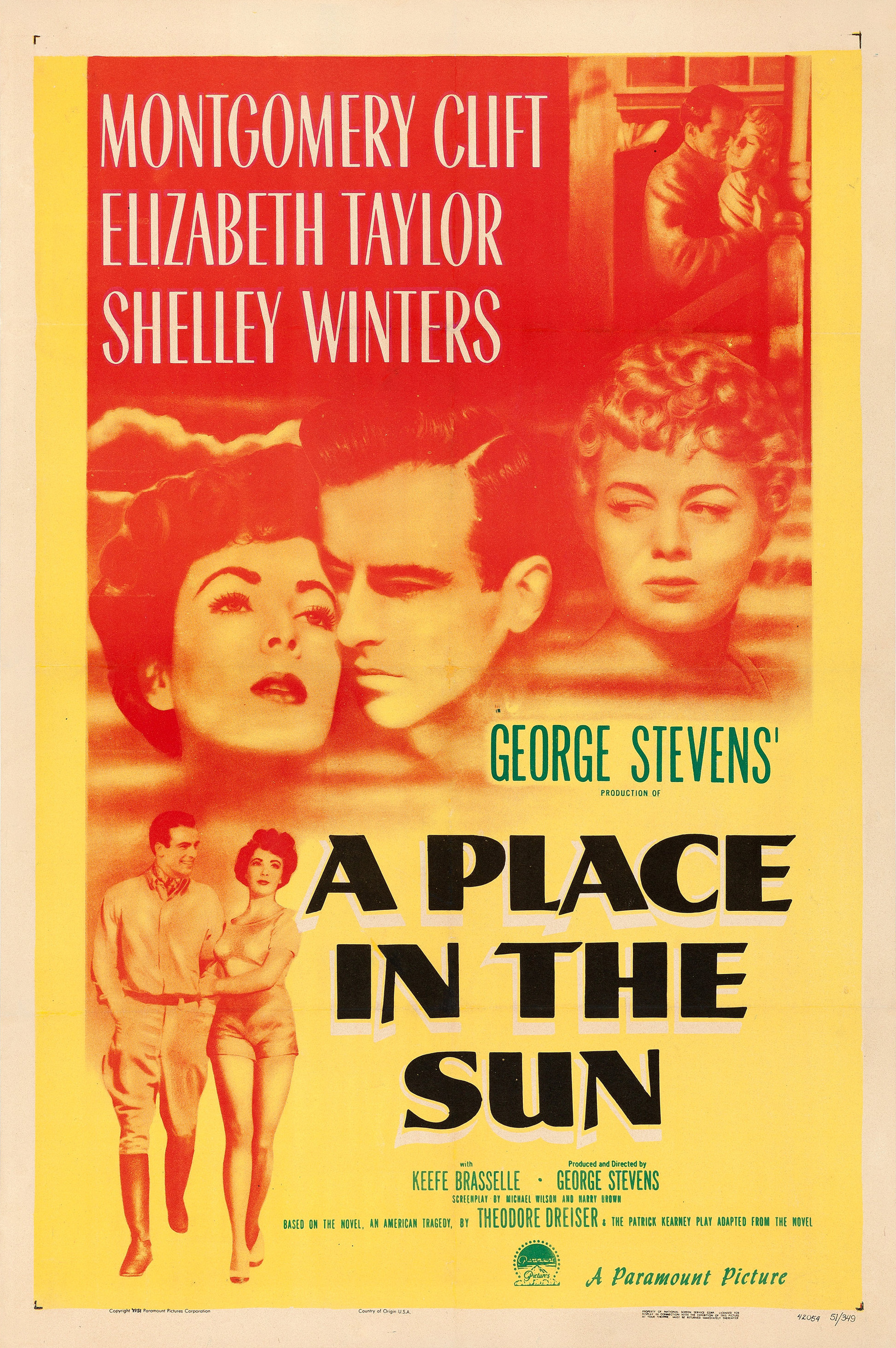
Une place au soleil (1951).

Interprète de Rebecca, séquestrée et menacée de viol par Bois-Guilbert (George Sanders), elle est la véritable héroïne d’Ivanhoé, film d’aventures médiévales réalisé par Richard Thorpe et tourné aux studios de Boreham Wood en Angleterre. Sa présence éclipse le couple vedette formé par Robert Taylor et Joan Fontaine. C’est à cette époque qu’elle côtoie l’acteur Michael Wilding à Londres ; elle l’épouse en 1952 et aura avec lui deux enfants : Michael Howard Wilding (né en 1953) et Christopher Edward Wilding (né en 1955).
Elle tourne ensuite sous la direction de Stanley Donen (Une vedette disparaît/Love Is Better Than Ever), avec qui elle a une aventure, Charles Vidor (Rhapsodie face à Vittorio Gassman), William Dieterle (La Piste des éléphants pour lequel elle remplace au pied levé Vivien Leigh, son modèle), Curtis Bernhardt (Le Beau Brummel aux côtés des Britanniques Stewart Granger et Peter Ustinov) et Richard Brooks (La Dernière Fois que j’ai vu Paris en 1954) avec qui elle a aussi une brève liaison.

### L'éclosion

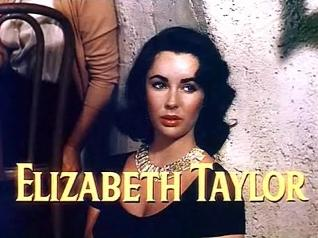
La Dernière Fois que j’ai vu Paris (1954).

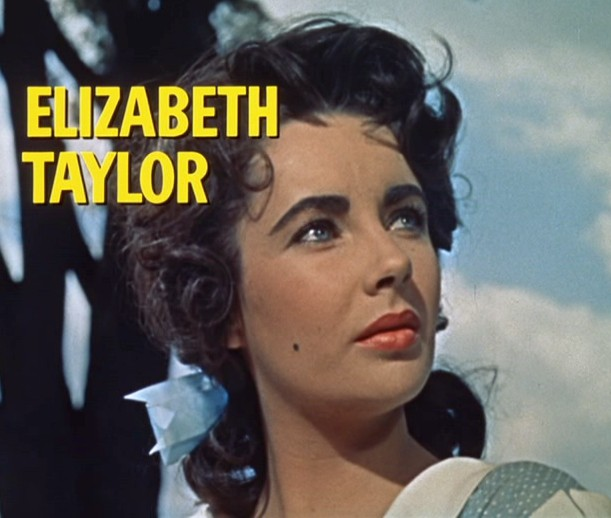
Géant (1956).

Elle participe ensuite à deux superproductions. Pour commencer Géant, autre classique de George Stevens mais plus controversé, vaste fresque d’une famille au Texas avec pour partenaires James Dean et Rock Hudson, dont elle deviendra également très proche. La production coûte un peu plus de cinq millions de dollars et est un des plus grands succès de la Warner.
L’autre budget impressionnant de 6 millions de dollars sera pour L’Arbre de vie, grande fresque avec pour toile de fond la guerre de Sécession. La MGM veut en faire un second Autant en emporte le vent, sans y parvenir malgré les moyens et les scénaristes qui s’attellent au scénario pendant six ans. Le tournage est interrompu pendant deux mois à la suite d’un terrible accident de voiture survenu à son ami Montgomery Clift après une réception qu’elle a donnée. Il se brise la mâchoire et la moitié du visage, et malgré la chirurgie plastique l’accident lui laisse de profondes séquelles définitives,. Ayant été alertée par Kevin McCarthy, elle a sauvé la vie de Clift en lui retirant les dents qui l’étouffaient.
Elle rencontre par la suite Mike Todd, inventeur du procédé Todd-AO et producteur de cinéma notamment du Le Tour du monde en quatre-vingts jours, alors que son couple est au plus mal. C’est le coup de foudre et après avoir divorcé de Michael Wilding elle se remarie avec Mike Todd en 1957. De cette union naît une petite fille, Liza, une naissance très douloureuse qui faillit emporter Elizabeth. Sept mois plus tard, Mike Todd se tue dans un accident d’avion. Elizabeth n’a pas terminé le tournage de La Chatte sur un toit brûlant qui va consacrer son talent. Inconsolable, elle termine le film tant bien que mal avec l’aide du réalisateur Richard Brooks et de son partenaire Paul Newman.
Ce film et le suivant Soudain l’été dernier de Joseph L. Mankiewicz (aux côtés de Montgomery Clift et de Katharine Hepburn) sont tirés de pièces à succès du dramaturge Tennessee Williams. Elle y exprime une sensualité animale rarement aussi bien exploitée. Les deux films remportent un énorme succès au box-office et obtiennent en tout neuf nominations aux Oscars dont, dans les deux cas, celui de meilleure interprète féminine pour Elizabeth Taylor. Joseph L. Mankiewicz déclara à propos d’elle « Elizabeth Taylor, à l’époque de Soudain l’été dernier, avait ce que vous appelez en peinture un talent de primitif, que je trouvais extraordinaire. Je pense que Tennessee Williams, l’auteur de la pièce, écrit ce que j’appelle des arias, comme à l’Opéra, pour des actrices ; par exemple, la dernière aria d’Elizabeth Taylor dans Soudain l’été dernier ».

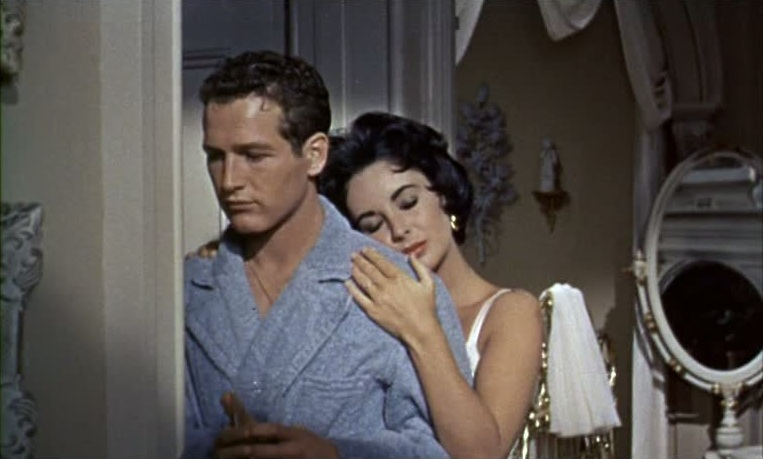
Avec Paul Newman dans La Chatte sur un toit brûlant (1958).

Pendant cette période, elle se rapproche du chanteur Eddie Fisher, le meilleur ami de Mike Todd. Mais Fisher est marié avec Debbie Reynolds et après avoir attendri l’Amérique en veuve inconsolable, elle apparaît en briseuse de ménages. La presse se déchaîne ce qui n’empêche pas Liz Taylor d’épouser Eddie Fischer en 1959[réf. incomplète]. L’année suivante, elle joue une prostituée dans La Vénus au vison. Malgré une hospitalisation pour une pneumonie à Londres (qui a nécessité une trachéotomie en urgence), elle est présente pour recevoir son premier Oscar de la meilleure actrice en 1961. Elle avait pourtant émis des critiques publiques contre le film,. Ce trophée la récompense après trois échecs consécutifs pour de grands films. La Vénus au vison est un film mineur dans sa carrière mais sans doute les votants ont-ils voulu l’encourager dans sa convalescence et faire office de rattrapage pour les statuettes qu’elle avait ratées pour des rôles largement plus marquants. Ce film achève d’ailleurs le contrat qui lie Elizabeth Taylor avec la MGM.

### Cléopâtre et Marc Antoine

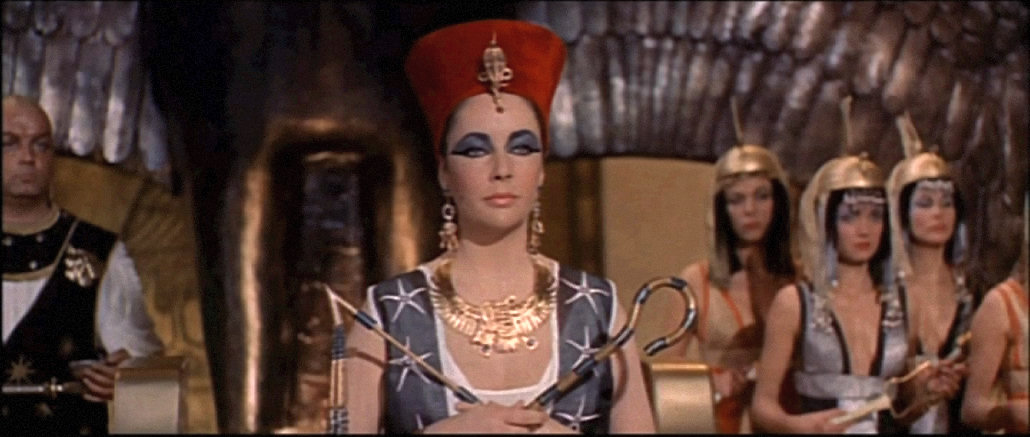
Cléopâtre (1963).

En 1963, elle devient l’actrice la mieux payée du cinéma, ayant obtenu un cachet d’un million de dollars et 10 % des bénéfices pour jouer le « rôle-titre » dans Cléopâtre pour la 20th Century Fox, sous la direction de Rouben Mamoulian puis de Joseph Leo Mankiewicz. Le tournage commence à Londres dans les studios de Pinewood en septembre 1960. Mamoulian est à la réalisation, Stephen Boyd interprète Marc Antoine et Peter Finch Jules César. Mais très vite la production vire à la catastrophe. Des décors faramineux sont acheminés en Angleterre, la pluie, le froid et le brouillard perturbent le tournage et Liz Taylor tombe malade pendant les six premiers mois de tournage en raison de la trachéotomie qu’elle doit subir. Pour réduire les coûts astronomiques le plateau est déplacé à Rome à Cinecittà au climat plus propice et la distribution est remaniée. On remplace le réalisateur par Mankiewicz et les acteurs principaux par Richard Burton et Rex Harrison ; le film reprend en septembre 1961 sous de meilleurs auspices.

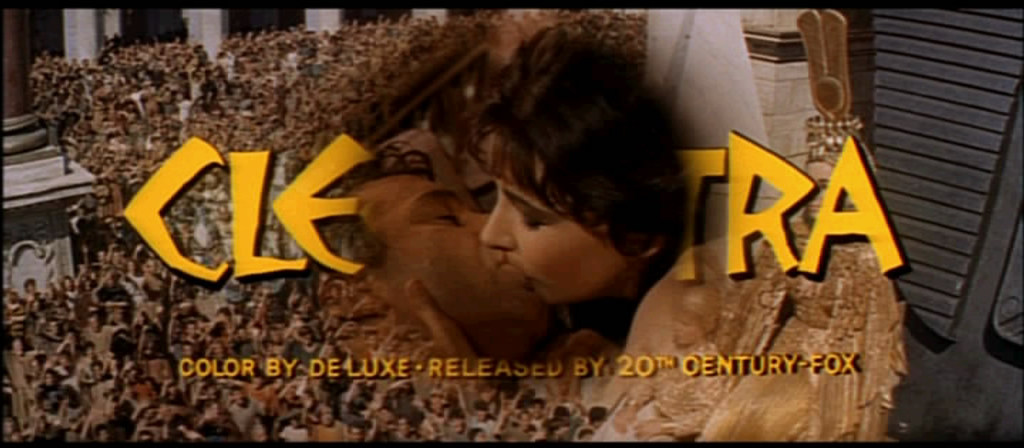
Cléopâtre (1963).

C’était sans compter sur la rencontre Taylor-Burton qui se transforme aussitôt en passion,,. Le scandale éclate et leur liaison fait tant de bruit que le film manque d’être de nouveau interrompu,. Le couple est harcelé par les paparazzi, les studios expriment leur mécontentement et même le Pape Jean XXIII s’en mêle en se déclarant choqué. Mais tout rentre dans l’ordre devant l’enthousiasme du public et la détermination de ce couple explosif à afficher leur relation.
Le film se termine, après avoir mis au bord de la faillite (selon la légende) les studios de la 20th Century Fox, avec un record de coût de 44 millions de dollars, le film en rapporte 57. Malgré ce déchaînement médiatique chacun réussit à divorcer et ils se marient enfin en 1964.
Pour Cléopâtre, le contrat d’Elizabeth Taylor stipule que son salaire sera versé comme suit : 125 000 dollars US pour les 16 semaines de travail et 50 000 dollars US en plus par semaine. Quand le film est retourné à Rome en 1961, elle a gagné plus de 2 millions de dollars. Elle gagne le procès intenté par la 20th Century Fox contre elle et Burton et remporte finalement 7 000 000 de dollars.

### La dernière icône de Hollywood

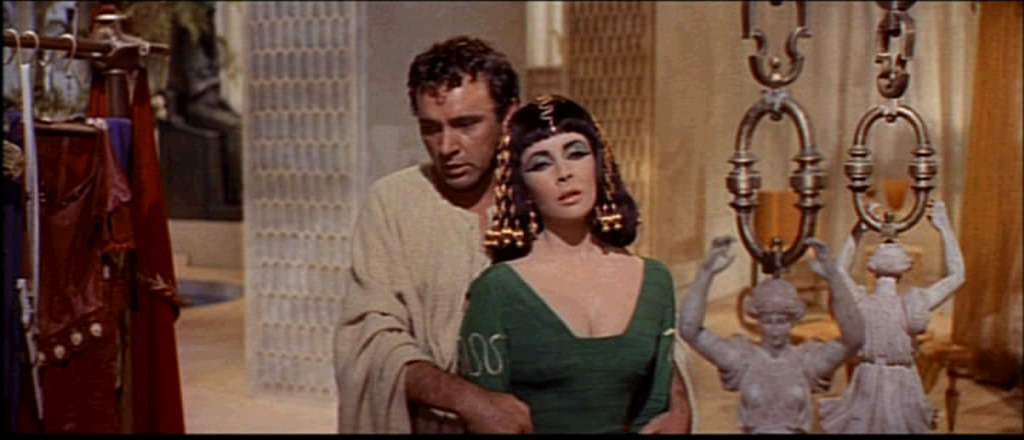
Avec Richard Burton dans Cléopâtre.

Liz Taylor avec Cléopâtre atteint son apogée. Sa passion pour Burton se reflète à l’écran, sur ses huit films suivants, sept se tournent avec lui. Le couple s’illustre dans des projets prestigieux associés aux auteurs Terence Rattigan, Dalton Trumbo ou Graham Greene, sous la direction d’Anthony Asquith ou de Vincente Minnelli, avec pour covedettes Orson Welles, Alec Guinness ou Lillian Gish… Surtout, il triomphe avec Qui a peur de Virginia Woolf ? du jeune Mike Nichols, pour lequel Taylor prend quinze kilos et se vieillit de vingt ans. Le rôle de Martha dans ce film est souvent considéré comme le meilleur qu’elle interpréta. Elle remporte son deuxième Oscar tandis que Burton est snobé par la profession.
Ils produisent eux-mêmes leur film suivant, dont un million de dollars qu’ils payent par leurs propres moyens,, La Mégère apprivoisée, comédie de Shakespeare adaptée par Franco Zeffirelli. Le film est un succès et rapporte 8 000 000 dollars. L’actrice apparaît également en Hélène de Troie dans un film coréalisé par son mari.
Elle enchaîne avec Reflets dans un œil d’or de John Huston avec Marlon Brando et deux films de Joseph Losey Boom (encore Tennessee Williams) et Cérémonie secrète – ce dernier sans Burton mais avec Robert Mitchum et Mia Farrow. Les trois films sont aujourd’hui des classiques mais cette fois le public ne suit pas. Son rôle dans Les Noces de cendre (où l’actrice est partagée entre Henry Fonda et Helmut Berger et pour lequel elle est nommée au Golden Globe de la meilleure actrice) est jugé publiquement vulgaire et sans intérêt par Burton et leur vie privée finit par occulter sa carrière. La critique trouve ses films « sans intérêt ».

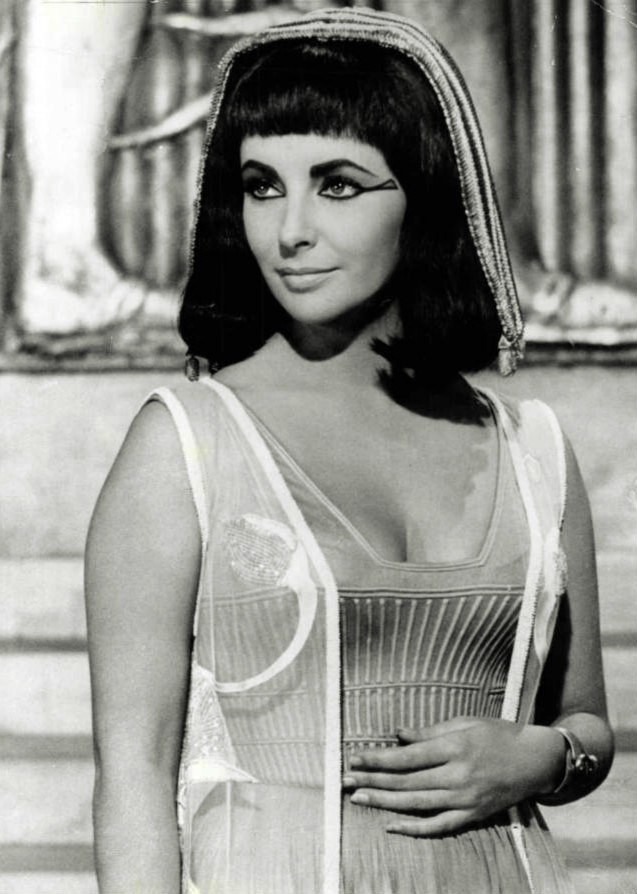
Elizabeth Taylor dans Cléopâtre en 1963.

Aux côtés de Richard Burton, elle est encore l'héroïne au cinéma de Hammersmith Is Out de Peter Ustinov (inspiré par la légende de Faust), rôle pour lequel elle reçoit l'Ours d'argent à Berlin, et de Under Milk Wood d’après Dylan Thomas (avec également Peter O'Toole), et à la télévision de Divorce (1973). Sur grand écran surtout, la star collectionne les échecs publics et critiques car ni Las Vegas, un couple de Stevens ni Une belle tigresse (David de la meilleure actrice étrangère, après Ali McGraw et avant Liza Minnelli), face à Warren Beatty et Michael Caine, ne suscitent l’enthousiasme, malgré des critiques aujourd’hui plus tendres. Puis Taylor interprète une femme perturbée dans Identikit (1974) de Giuseppe Patroni Griffi où elle croise Andy Warhol. D’ailleurs la tonalité de ces films tardifs est souvent sombre, glauque même (Night Watch, film d’horreur où elle retrouve son partenaire de La Vénus au vison, Laurence Harvey), exception faite pour la comédie musicale A Little Night Music, autre argument négatif de la critique, qui se déchaîne aussi sur la voix de Taylor, jugé criarde ou grêle si elle chante, et regrette la beauté exquise des années 1950.
En 1976, avec d’autres grands noms du cinéma (Kirk Douglas, Richard Dreyfuss, Anthony Hopkins, Burt Lancaster et la jeune Linda Blair) elle tourne Victoire à Entebbé. Puis, quatre ans après, elle est dirigée par Guy Hamilton dans une adaptation d'Agatha Christie, une aventure de la célèbre Miss Marple (jouée par Angela Lansbury), Le miroir se brisa où elle donne la réplique à Rock Hudson, Kim Novak et Tony Curtis. Dans le coûteux L'Oiseau bleu, adaptation de la pièce de Maeterlinck tournée en Russie par le prestigieux George Cukor (mais échec cuisant), elle incarne l'amour maternel et Ava Gardner le vice.
Les médias, les humoristes surtout, la caricaturent à outrance et se moquent cruellement de son embonpoint, critiquent sa personnalité, ses goûts sont jugés vulgaires : le « monstre sacré » évince la comédienne.

### Une retraite progressive
Malgré ses nombreux problèmes de santé, Elizabeth Taylor demeure plutôt active (elle n’a que 50 ans et paraît immortelle), surtout à la télévision dans les années 1980. Elle participe ainsi à des séries télévisées comme Hôpital central (elle se propose en tant que fan), La Force du destin et même Les Simpson où elle prête sa voix à Maggie Simpson mais également à sa propre personne,.
En 1985, Taylor interprète, toujours pour la télévision, Louella Parsons, qu’elle a bien sûr connue durant l’âge d’or de Hollywood, et surtout revient, bronzée et amincie, dans la saga Nord et Sud. Son retour fait sensation et elle collectionne les couvertures de presse : Elizabeth Taylor rivalise avec Joan Collins, héroine de la série Dynastie, tardivement promue superstar grâce à la télévision, et sa venue au festival de Cannes crée l’événement.
C’est ainsi qu’elle paraît, une des beautés les plus exceptionnelles de l’écran américain dans ses derniers flamboiements, dans des téléfilms de prestige en compagnie d’autres vétérans (Robert Wagner, Tom Skerritt, George Hamilton avec qui elle connaît une aventure) ou face à Mark Harmon dans une adaptation de Tennessee Williams, et qu’elle effectue un retour fugace au cinéma, dans un court rôle de cantatrice, jouant Aïda sous la direction de son cher Zeffirelli, mais de nouveau des problèmes de santé l’éloignent des écrans.
En 1991, elle épouse son huitième et dernier mari Larry Fortensky rencontré à la clinique Betty Ford de Los Angeles trois ans plus tôt. Ils divorceront après cinq ans de mariage.
La Famille Pierrafeu (1994), produit par Steven Spielberg, dans lequel John Goodman, à son grand désarroi, la traite de « vieux fossile », est son dernier film. Pour sa prestation, la superstar tant de fois enterrée et ressuscitée est nommée au Razzie Award de la Pire Actrice dans un Second Rôle. En 2001, le téléfilm Drôles de retrouvailles associe Taylor à Joan Collins, Shirley MacLaine et Debbie Reynolds, trois autres survivantes du Hollywood des années 1950 : l’événement rencontre peu d’écho, et en 2003, après avoir tourné dans un épisode de la série Dieu, le diable et Bob elle annonce mettre un terme définitif à sa carrière.

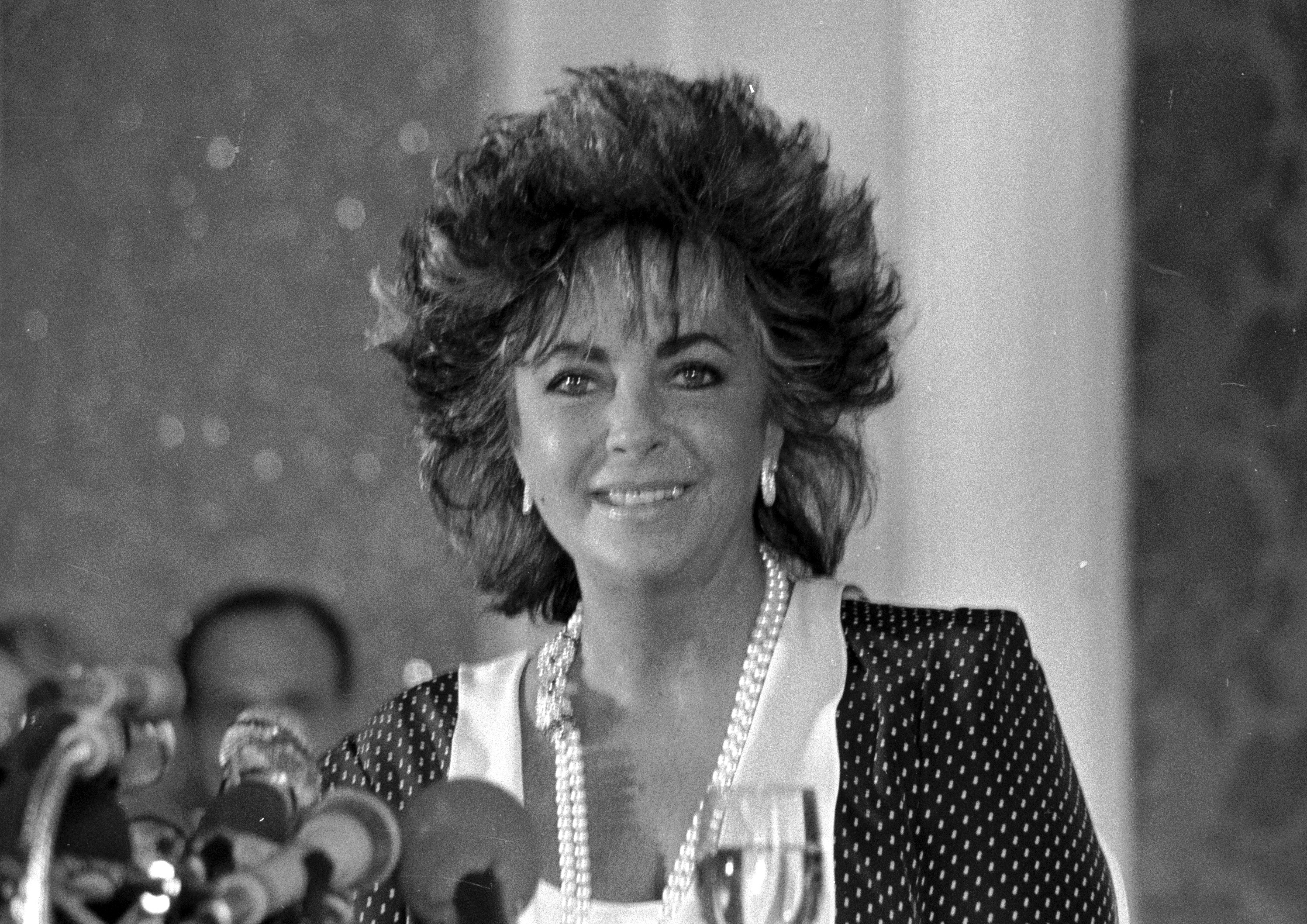
Elizabeth Taylor (1987).

### La fin d'une époque
Elizabeth Taylor meurt d’une insuffisance cardiaque aiguë, le 23 mars 2011, à l'âge de 79 ans, au Centre médical Cedars-Sinaï de Los Angeles où elle a été admise au début du mois de février 2011. Elle est inhumée dès le lendemain de son décès au cours d'une cérémonie privée présidée par le rabbin Rabbi Jerry Cutler selon le rite religieux hébraïque au Grand Mausolée du Forest Lawn Memorial Parks & Mortuaries de Glendale, Californie, dans une section interdite au public.
Toujours en retard à ses rendez-vous, elle avait souhaité que la cérémonie commençât en retard. Cette dernière débute quinze minutes après qu'elle a été programmée.

### Engagements caritatifs

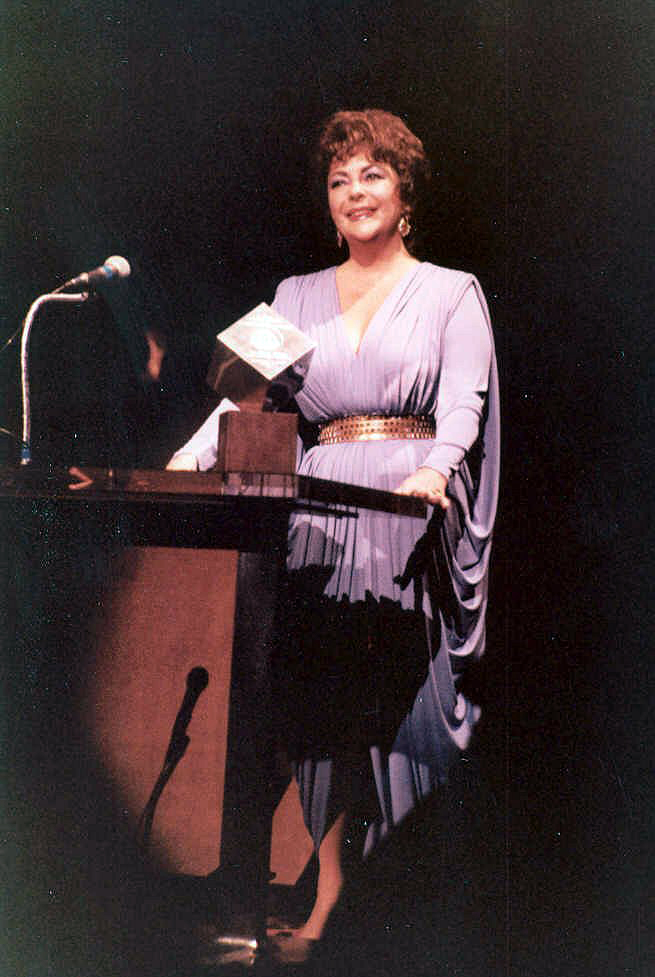
Elizabeth Taylor en 1981.

Elizabeth Taylor a consacré beaucoup de temps et d’énergie à la collecte de fonds pour la lutte contre le SIDA. « Je regardais toutes les actualités sur cette nouvelle maladie et je me demandais pourquoi personne ne faisait rien. Et ensuite je me suis rendu compte que j’étais comme eux. Je ne faisais rien pour aider » se souvient l’actrice qui a également aidé au lancement de l’American Foundation for AIDS Research (amfAR), aux côtés du Dr Mathilde Krim et de médecins et scientifiques, après la mort de son ami et partenaire (au cinéma) Rock Hudson en 1985. Aimée du public, elle a réussi à attirer l’attention des médias et toucher des millions de personnes. En 1986, elle est apparue dans quelques spots télévisés dont Men, Women, Sex & AIDS dans le but de sensibiliser à son action. En 1991, les photos de son huitième mariage avec Larry Fortensky ont été vendues 1 million de dollars, somme reversée ensuite à l’association. Depuis sa retraite progressive du cinéma, elle touche 115 millions d'euros par an de royalties grâce à de nombreux produits dérivés, notamment sa gamme de parfums.
En 1991, elle a fondé sa propre organisation The Elizabeth Taylor AIDS Foundation qui a pour but de recueillir des fonds pour lutter contre la maladie dans le monde entier. Elle a également apporté son soutien à plusieurs événements majeurs, dont la Journée mondiale de lutte contre le SIDA ainsi que les soirées organisées au Festival de Cannes chaque année. Depuis 2004, c’est Sharon Stone qui préside le gala.
On estime qu’en 1999, elle avait contribué à la collecte d’au moins 50 millions de dollars pour financer la recherche contre le SIDA. Elle a été honorée de plusieurs récompenses pour ses activités caritatives.

### Ses cachets
| Année | Film                           | Cachet                           |
| ----- | ------------------------------ | -------------------------------- |
| 1942  | There’s One Born Every Minute  | 200 $ par semaine                |
| 1943  | Fidèle Lassie                  | 100 $ par semaine                |
| 1944  | National Velvet                |                                  |
| 1946  | Le Courage de Lassie           | 750 $ par semaine                |
| 1951  | Une place au soleil            | 1 500 $ par semaine              |
| 1952  | Ivanhoé                        | 5 500 $ par semaine              |
| 1956  | Géant                          | 175 000 $                        |
| 1958  | La Chatte sur un toit brûlant  | 4 750 $ par semaine              |
| 1959  | Soudain l’été dernier          | 500 000 $                        |
| 1960  | La Vénus au vison              | 150 000 $                        |
| 1963  | Cléopâtre                      | 1 000 000 $ + 10 % des bénéfices |
| 1965  | Le Chevalier des sables        | 1 000 000 $                      |
| 1966  | Qui a peur de Virginia Woolf ? | 1 000 000 $ + 10 % des bénéfices |
| 1966  | Elizabeth Taylor in London     | 250 000 £                        |
| 1967  | La Mégère apprivoisée          | 50 % des bénéfices               |
| 1967  | Les Comédiens                  | 500 000 $                        |
| 1968  | Boom                           | 1 250 000 $                      |
| 1968  | Cérémonie secrète              | 1 000 000 $                      |
| 1970  | Las Vegas, un couple           | 1 250 000 $                      |
| 1979  | Winter Kills                   | 100 000 $                        |
| 1980  | Le miroir se brisa             | 250 000 $                        |
| 1987  | Poker Alice                    | 500 000 $                        |
| 1994  | La Famille Pierrafeu           | 2 500 000 $                      |

## Vie privée

### Mariages
Elizabeth Taylor s'est mariée huit fois avec sept hommes différents:
- du 6 mai 1950 au 29 juin 1951, avec Conrad Nicholson Hilton Jr. (1926-1969) dit Nicky Hilton, héritier de la chaîne des hôtels Hilton et directeur de la TWA[74]. Leur union n'est pas heureuse et se solde par un divorce au bout de treize mois et demi[4].
- du 21 février 1952 au 26 janvier 1957, avec l’acteur Michael Wilding (1912-1979)[74].
- du 2 février 1957 au 22 mars 1958, avec le producteur Michael Todd (1909-1958) dit Mike Todd, seule de ses unions à ne pas s’être finie par un divorce[74]. Leur idylle prend fin avec la mort du producteur dans un accident d'avion[4].
- du 12 mai 1959 au 6 mars 1964, avec le chanteur Eddie Fisher[74] (père de Carrie Fisher), meilleur ami de Todd et consolateur de la veuve éplorée. Leur idylle, alors que Fisher est encore marié à Debbie Reynolds (1er rôle dans Chantons sous la pluie), crée un scandale[4]. Elizabeth le quitte lorsqu'elle entame une liaison avec Richard Burton[4].
- du 15 mars 1964 au 26 juin 1974, avec Richard Burton (premier mariage)[74]. Richard Burton joue au théâtre à Toronto. Elizabeth et lui viennent d’obtenir leur divorce respectif du Mexique, un papier que ne voudront pas reconnaître les autorités à Toronto, qui refusent donc au célèbre couple le droit de se marier sur leur territoire. Un avocat appelle alors le Ritz Carlton, à Montréal, où Elizabeth Taylor et Richard Burton ont décidé de venir se marier puisqu’au Québec, les lois sont moins sévères. En toute discrétion, ils se disent oui une première fois, dans le salon royal de l’hôtel Ritz Carlton, à Montréal. Minée par le fait qu'elle n'obtient aucun rôle, elle devient boulimique et prend du poids[4]. Elle divorce au bout de dix ans de mariage.
- du 10 octobre 1975 au 29 juillet 1976, avec Richard Burton (second mariage)[74]. Seize mois après avoir divorcé, ils se remarient en privé à Kasane, Botswana mais se séparent rapidement et divorcent à nouveau en 1976. Burton est opposé à l'image qu'on se fait de sa beauté. Il admet volontiers qu'elle a « des yeux magnifiques » mais que « [l'appellation] de plus belle femme au monde est un non-sens. Elle a… un double menton, une poitrine volumineuse, est plutôt courte sur pattes »[75],[4]. En 1976, il déclare que, lors de leur première rencontre, « elle était incontestablement splendide. Je n'ai pas d'autre mot pour décrire cette combinaison de plénitude, de frugalité, d'abondance, de minceur. Elle était somptueuse. Elle était d'une grande générosité. En bref, elle était super »[76],[77].
- du 4 décembre 1976 au 7 novembre 1982, avec le sénateur John Warner (né en 1927)[74]. Au terme de ce mariage, elle est admise pour une dépression à la Betty Ford Clinic[4].

En 1981 elle rencontre l'avocat mexicain Victor Gonzales Luna, ils se fiancent en août 1983.
- du 6 octobre 1991 au 31 octobre 1996, avec l’ouvrier en bâtiment Larry Fortensky qu'elle a rencontré à l'occasion d'une deuxième cure de désintoxication à la Betty Ford Clinic[74],[4]. Ils se marient au Ranch de Neverland, la résidence de Michael Jackson[79].
- En 2010, un neuvième mariage avait été évoqué avec l'agent et compagnon de la comédienne depuis quelques années, Jason Winters, de presque trente ans son cadet[80],[81]. Elle déclare à la journaliste Liz Smith « Jason Winters est l'un des hommes les plus merveilleux que j'aie jamais connus et c'est la raison pour laquelle je l'aime. Il nous a acheté la plus belle maison d'Hawaï et nous nous y rendons le plus souvent possible »[82]. Taylor et Winters ont été aperçus fêtant l'Independence Day sur un yacht à Santa Monica, Californie[83].

Lorsqu'on lui demande pourquoi elle a épousé tant d'hommes, elle répond : « Je ne sais pas, chéri. Cela chasse sûrement le démon qui est en moi »,.

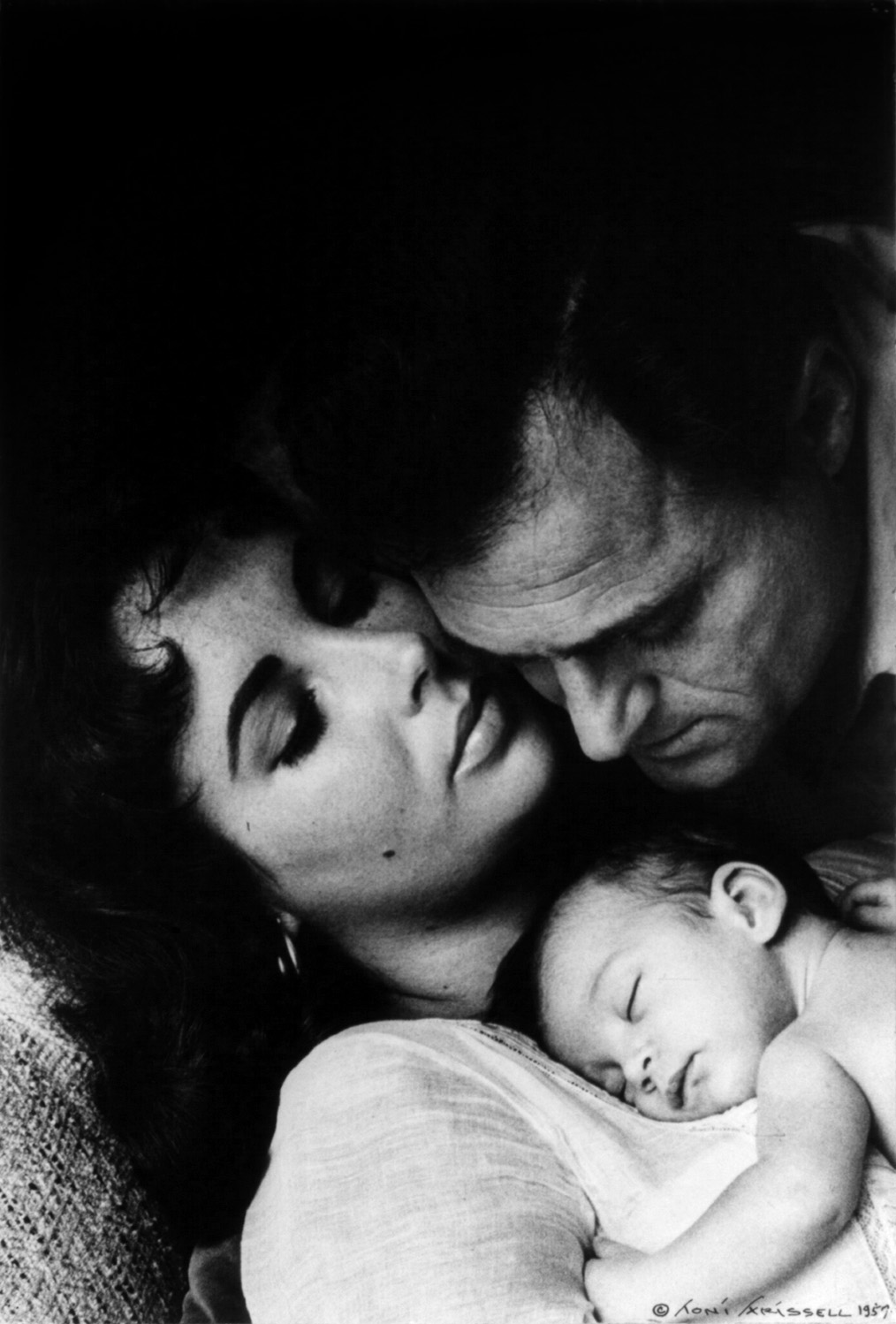
Elizabeth Taylor, Liza Todd et Mike Todd.

### Amants
C. David Heymann, dans son livre "Liz" : La biographie non autorisée d’Elizabeth Taylor, dresse la liste des amants de la belle actrice, grande séductrice de l’écran dotée d’une vitalité extraordinaire (en témoigne sa résistance à ses problèmes de santé et à ses abus divers). Outre ses amitiés amoureuses avec les plus célèbres homosexuels de Hollywood (Montgomery Clift, Rock Hudson…) et ses liaisons déjà citées avec les réalisateurs Stanley Donen et Richard Brooks et avec l’acteur George Hamilton, le biographe détaille (de façon parfois choquante) les passades de Taylor, avec les acteurs Peter Lawford, Victor Mature, et le chanteur et acteur Frank Sinatra parmi les plus connus de ses amants.

### Enfants
De ses différentes unions, Elizabeth Taylor a eu quatre enfants, dont trois biologiques :
- avec Michael Wilding :
  - Michael Howard Wilding (né le 6 janvier 1953),
  - Christopher Edward Wilding (né le 27 février 1955) ;
- avec Michael Todd :
  - Elizabeth Frances Todd, surnommée Liza (née le 6 août 1957) ;
- avec Richard Burton:
  - une fille adoptive, Maria Burton (née le 1er août 1961, adoptée en 1964). Les démarches d'adoption ont été faites à l'époque où Elizabeth Taylor était mariée à Eddie Fisher mais n'ont abouti que lorsque l'actrice eut épousé Burton.

Elizabeth Taylor est grand-mère pour la première fois en 1971, à 39 ans. À la fin de sa vie, elle est la grand-mère de dix petits-enfants et arrière-grand-mère de quatre. Tous étaient présents lors de son décès en 2011.

### Amitié avec Michael Jackson
Depuis le début des années 1980, Elizabeth Taylor réside à Bel Air, en Californie. Au cours de cette décennie, Michael Jackson achète également une propriété à Bel Air. Au fil du temps, une forte amitié se développe entre les deux artistes.
C'est Elizabeth qui, la première, a utilisé le surnom de « Roi de la Pop » (« The true King of pop, rock and soul ») en parlant de son ami lorsqu’elle le présenta à la cérémonie des Soul Train Heritage Award en 1989. Le 6 octobre 1991, elle choisit le Ranch de Neverland pour la fête qu'elle donne à l'occasion de son mariage avec Larry Fortensky. En 1997, Jackson interprète à la télévision la chanson Elizabeth, I Love You qu'il a composée pour elle à l'occasion de son 65e anniversaire.
En 1993 et en 2005, Elizabeth défend le chanteur et le soutient lors des deux accusations d’abus sur mineurs dont il est victime, et pour lesquelles il sera respectivement relaxé et acquitté,. L'actrice était la marraine de Paris Jackson et de Prince Michael Jackson I.

### Bijoux

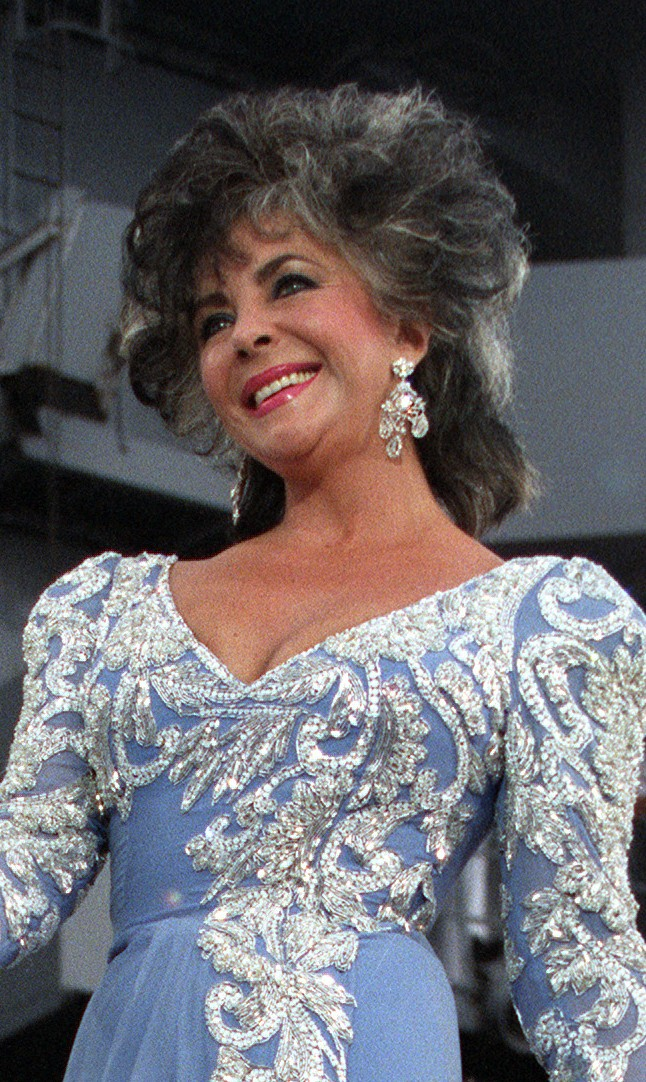
Elizabeth Taylor en 1986.

Sa passion pour la joaillerie, les fourrures et la haute couture est proverbiale. « Dans la vie, il n’y a pas que l’argent. Il y a aussi les fourrures et les bijoux » a-t-elle coutume de dire. Elle est une cliente du bijoutier Shlomo Moussaieff[réf. incomplète]. Au fil des ans, elle acquiert plusieurs bijoux de haute lignée comme le Krupp Diamond de 33,19 carats (6,64 grammes), ou encore le Taylor-Burton de 69,42 carats en forme de poire qu'elle porte lors de la fête d'anniversaire de Grace Kelly et que lui a offert son mari Richard Burton pour son 40e anniversaire. Après leur divorce, il est vendu aux enchères en 1978 pour la somme de 5 000 000 $, qui sont utilisés pour construire un hôpital au Botswana,. Burton lui a également acheté, à l’occasion de la Saint Valentin en 1969, la Perle Pérégrine. Cette perle de 50 carats avait appartenu autrefois à Marie Ire d’Angleterre, dont Burton avait également acquis le portrait où elle portait ce même bijou. Au moment de son acquisition, le couple découvre que le National Portrait Gallery de Londres ne possède pas de peinture originale de Marie et décide alors d’offrir le portrait de Marie Ire d’Angleterre à la galerie,. Sa collection de bijoux a été répertoriée et photographiée par John Bigelow Taylor dans son livre My Love Affair with Jewelry sorti en 2002. Première personne célèbre à mettre sur le marché des bijoux conçus par elle, Elizabeth Taylor a également lancé trois parfums, Passion, White Diamonds (qui fait partie des dix meilleures ventes de parfums de la décennie 1990) et Black Pearls.
Du 10 décembre 2010 au 12 janvier 2011, dans le cadre de l’exposition Bulgari, l’actrice dévoile pour la première fois en France des pièces exceptionnelles issues de sa collection privée.
Taylor est également une importante cliente des maisons de haute couture tout au long de sa carrière cinématographique. Conjointement à ses propres achats, Edith Head et Helen Rose, costumières à la MGM, conseillent l'actrice pour choisir des vêtements qui la mettent en valeur. Ce faisant, elle contribue à populariser les modèles de Valentino et d'Halston.
En 1980, les laboratoires Schering-Plough commercialisent des lentilles de contact dont la couleur est inspirée par celle des yeux de l'actrice
Elle a fait de la salle de ventes aux enchères Christie's, la première place mondiale pour la vente de ses bijoux, fourrures, vêtements et souvenirs.

### Santé
Elizabeth Taylor s'est battue contre la maladie sa vie durant. Les journaux ont plusieurs fois laissé prévoir, à tort, son décès imminent.
Elle est victime de cinq chutes de cheval sur le plateau de tournage du film Le Grand National. Un tassement vertébral, sur une colonne vertébrale déjà éprouvée par une scoliose congénitale, la handicapera sa vie durant par des dorso-lombalgies pour lesquelles elle a subi plusieurs interventions sur une période de 25 ans. En 2010, elle renonce à une énième opération. Après la pose d'une prothèse de hanche bilatérale, souffrant également d'ostéoporose, elle est condamnée au fauteuil roulant vers la fin de sa vie.
Se remettant mal de son divorce d'avec Burton elle devient boulimique, enchaîne les régimes et sombre dans l'alcoolisme et la drogue et se soumet à deux cures de désintoxication au Betty Ford Center, en 1983 puis à l'automne 1988.
Taylor a été victime de deux pneumonies dont la première, survenue en 1961, a nécessité une trachéotomie.
Ayant beaucoup fumé, Elizabeth Taylor, en 1975, craint d'avoir un cancer du poumon à la suite d'une radiographie montrant des taches suspectes, mais les examens ne confirment pas ce diagnostic.
Elle a encore été opérée pour une tumeur bénigne au cerveau et pour un cancer de la peau.
Elle souffre en outre de diabète.
Le diagnostic d'insuffisance cardiaque est porté pour la première fois en 2004 ; probablement en rapport avec la mutation du gène FOXC2 (la même qui est à l'origine de sa rangée de double cils ou distichiasis), dont elle est atteinte. Le 6 avril 2008, elle est conduite en urgence au Cedars-Sinai Medical Center de Los Angeles et prise en charge immédiatement, avant de rentrer chez elle plus tard dans la journée. Son attaché de presse, Dick Guttman, déclare à la presse : « Mme Taylor va bien. Les rumeurs qui ont démarré en Angleterre sont spectaculaires, alarmistes et fausses. Sa visite à l’hôpital est effectuée par précaution ».
En octobre 2009, l'actrice subit une intervention au cœur. Elle est à nouveau hospitalisée au début de l'année 2011 au Centre médical Cedars-Sinaï, pour des problèmes cardiaques. Ce sera son ultime combat contre la maladie.

### Elizabeth Taylor et la religion
Lors de sa venue à Hollywood, Elizabeth Taylor n'est pas croyante. Néanmoins, lorsqu’elle commence à fréquenter Conrad Hilton, son premier mari, elle se convertit au catholicisme.
Début 1959, elle se convertit au judaïsme au sein du Temple Israel (en) à Hollywood, au grand désespoir de ses parents, et reçoit le nom hébreu de Elisheba Rachel. Dans son autobiographie Elizabeth Takes Off, elle déclare : « ça n’a absolument rien à voir avec mon passé. Mes deux maris Mike Todd et Eddie Fisher étaient tous les deux juifs, mais j’avais voulu le devenir avant »,.
Cependant, la passion qu’elle a pour cette religion diminue rapidement, elle ne va d'ailleurs qu’une fois à la synagogue et ne renonce jamais à porter sa croix. Des années plus tard, elle commence à s’intéresser à la spiritualité, à Dieu et à la prière.
En 1998, elle participe à une session de 200 dollars US à 300 dollars US du Centre de la Kabbale. Ce mouvement spirituel repose principalement sur la lecture du Zohar, dont une version originale reliée en vingt-trois volumes est vendue par le centre. Cette pratique est fortement contestée par de nombreux rabbins qui y voient non seulement une appropriation mercantile de leur patrimoine culturel mais également une dérive sectaire,. Comme Elizabeth Taylor, de nombreuses stars ont affirmé leur appartenance à ce mouvement, comme Madonna, Tippi Hedren ou Demi Moore.

## Popularité
- Aujourd’hui, Elizabeth Taylor reste une actrice parmi les plus connues et il existe de nombreuses références à l’actrice ou aux rôles qu’elle incarna dans la culture populaire. Depuis 1975, onze documentaires ont été réalisés sur elle[113]. En 1995, un téléfilm, Liz: The Elizabeth Taylor Story, a aussi retracé sa vie avec Sherilyn Fenn dans le rôle titre. Elle a également fait la couverture de 227 magazines[113].
- De la même manière que Saint-Tropez grâce à (ou à cause de) Brigitte Bardot, Puerto Vallarta, petit village de pêcheurs, est devenu un lieu de villégiature pour classes aisées après qu'Elizabeth Taylor et Richard Burton s’y furent installés[114].
- Mark David Chapman, l’assassin de John Lennon, a confié lors d’une vidéo conférence tenue depuis la prison Attica à New York le 7 septembre 2010, qu’il avait envisagé d’assassiner d’autres célébrités, dont Johnny Carson et Elizabeth Taylor, et qu’il avait arrêté son choix sur Lennon parce qu’il lui semblait une cible plus aisée à atteindre[115].[source insuffisante]
- Deux ans auparavant, Matt Groening le créateur des Simpson lui rend hommage dans l’épisode Krusty, le retour. Elle double son propre personnage pendant deux scènes où elle astique ses Oscars et ses diamants. Elle prête aussi sa voix à Maggie Simpson dans la fin de l'épisode Le premier mot de Lisa, en VO.
- Elizabeth Taylor apparaît également dans le premier tome des Chroniques de San Francisco d’Armistead Maupin. Dans ce roman, le personnage de DeDe Halcyon-Day rencontre l’actrice lors d’un séjour dans un centre d’amaigrissement.
- En 1990, le parolier et interprète Jacques Duvall publie sur son album Je déçois… la chanson Elizabeth Taylor : « Elizabeth Taylor/Retire lentement/Son peignoir lamé or/Ses bas et ses diamants/En sifflant du Gershwin/Et du Jack Daniels/Elle dénude sa poitrine/La plus belle c’est bien elle »[116].
- Michael Jackson a déclaré, lors d’une interview avec Oprah Winfrey : « C’est Elizabeth Taylor qui a commencé à m’appeler « le Roi de la Pop » à la remise d’un des trophées que j’ai reçus. Depuis, tout le monde m’appelle ainsi »[117][réf. incomplète]. Jackson a écrit pour Elizabeth la chanson Elizabeth, I love you : « You're every star that shines in the world to me »[118][source insuffisante]… et en 1987, dans le clip de Leave Me Alone, l’actrice apparaît à l’époque de La Chatte sur un toit brûlant.
- La robe qu’elle portait pour présenter l’Oscar du meilleur film[119] en 1969, a été vendue aux enchères pour un montant de 167 500 dollars US à Londres en 1995[69]. Les bénéfices ont été reversés à l’amfAR.
- En 2000, au Royal Albert Hall de Londres, fut donné Dame Elizabeth Taylor, A Musical Celebration avec les participations de Tony Bennett, Andrea Bocelli, Ute Lemper, John Barry (compositeur), Joan Collins, Stephen Fry et de l’intéressée, édité en DVD le 14 mars 2001 en France[120].
- La même année[Quand ?], Mattel sort quatre poupées Barbie à l’effigie d’Elizabeth Taylor dans Le Père de la mariée[121], Cléopâtre[122].
- Un portrait d’Elizabeth Taylor intitulé Silver Liz réalisé par Andy Warhol en 1963 a été adjugé aux enchères chez Christie’s à Londres pour la somme record de 10 millions de dollars[123].
- Dans le Vanity Fair de janvier 2011, Johnny Depp, interrogé par Patti Smith, confie après le tournage de The Tourist : « J’ai eu l’honneur et le plaisir de connaître Elizabeth Taylor pendant un certain nombre d’années. Vous savez vous vous asseyez avec elle, elle se jette dans le fauteuil, jure comme un marin, elle est hilarante. Avec Angelina Jolie, c’était la même chose, la même approche. »
- Sa relation avec l'acteur Richard Burton est transposée en 2013 pour le petit écran dans Liz Taylor et Richard Burton : Les Amants terribles. Helena Bonham Carter interprète Elizabeth Taylor. Mais également dans un autre téléfilm, Liz & Dick, produit par Lifetime en 2012, dans lequel les acteurs Lindsay Lohan et Grant Bowler interprètent le couple.
- En 2024, il a été annoncé que Kim Kardashian serait la productrice exécutive et figurerait dans une docu-série sur Taylor. Commandée par la BBC, elle porte le titre provisoire Elizabeth Taylor: Rebel Superstar[124].

## Filmographie
| Année | Titre du Film                                                                 | Réalisateur                       | Rôle | Détails                              |
| ----- | ----------------------------------------------------------------------------- | --------------------------------- | --- | ------------------------------------ |
| 1942  | There's One Born Every Minute                                                 | Harold Young                      | Gloria Twine                                                                                              |                                      |
| 1943  | Fidèle Lassie (Lassie Come Home)                                              | Fred M. Wilcox                    | Priscilla                                                                                                 |                                      |
| 1944  | Jane Eyre (Jane Eyre)                                                         | Robert Stevenson                  | Helen Burns                                                                                               | non créditée                         |
| 1944  | Les Blanches Falaises de Douvres (The White Cliffs of Dover)                  | Clarence Brown                    | Betsy Kenney à 10 ans                                                                                     | non créditée                         |
| 1944  | Le Grand National (National Velvet)                                           | Clarence Brown                    | Velvet Brown                                                                                              |                                      |
| 1946  | Le Courage de Lassie (Courage of Lassie ou Blue Sierra)                       | Fred M. Wilcox                    | Kathie Merrick                                                                                            |                                      |
| 1947  | Mon père et nous (Life with Father)                                           | Michael Curtiz                    | Mary Skinner                                                                                              |                                      |
| 1947  | Cynthia (Cynthia: The Rich, Full Life ou The Rich Full Life)                  | Robert Z. Leonard                 | Cynthia Bishop                                                                                            |                                      |
| 1948  | Ainsi sont les femmes (A Day with Judy)                                       | Richard Thorpe                    | Carol Pringle                                                                                             |                                      |
| 1948  | La Belle imprudente (Julia Misbehaves)                                        | Jack Conway                       | Susan Packett                                                                                             |                                      |
| 1949  | Les Quatre Filles du docteur March (Little Women)                             | Mervyn LeRoy                      | Amy |                                      |
| 1949  | Guet-apens (Conspirator)                                                      | Victor Saville                    | Melinda Greyton                                                                                           |                                      |
| 1950  | Le Chevalier de Bacchus (The Big Hangover)                                    | Norman Krasna                     | Mary Belney                                                                                               |                                      |
| 1950  | Le Père de la mariée (Father of the Bride)                                    | Vincente Minnelli                 | Kay Banks                                                                                                 |                                      |
| 1951  | Allons donc, papa ! (Father’s Little Dividend)                                | Vincente Minnelli                 | Kay Dunstan                                                                                               |                                      |
| 1951  | Une vedette disparaît (Callaway Went Thataway)                                | Melvin Frank et Norman Panama     | Apparition fugace dans son propre rôle                                                                    |                                      |
| 1951  | Une place au soleil (A Place in the Sun)                                      | George Stevens                    | Angela Vickers                                                                                            |                                      |
| 1951  | Quo Vadis (Quo Vadis)                                                         | Mervyn LeRoy                      | Une prisonnière chrétienne dans l’arène                                                                   | non créditée                         |
| 1952  | Ruse d'amour (Love Is Better Than Ever ou The Light Fantastic)                | Stanley Donen                     | Anastacia (Stacie) Macaboy                                                                                |                                      |
| 1952  | Ivanhoé (Ivanhoe ou Sir Walter Scott’s Ivanhoe)                               | Richard Thorpe                    | Rebecca d'York                                                                                            |                                      |
| 1953  | La Fille qui avait tout (The Girl Who Had Everything)                         | Richard Thorpe                    | Jean Latimer                                                                                              |                                      |
| 1954  | Rhapsodie (Rhapsody)                                                          | Charles Vidor                     | Louise Durant                                                                                             |                                      |
| 1954  | La Piste des éléphants (Elephant Walk)                                        | William Dieterle                  | Ruth Wiley                                                                                                |                                      |
| 1954  | Le Beau Brummel (Beau Brummell)                                               | Curtis Bernhardt                  | Lady Patricia Belham                                                                                      |                                      |
| 1954  | La Dernière Fois que j’ai vu Paris (The Last Time I Saw Paris)                | Richard Brooks                    | Helen Ellswirth/Wills                                                                                     |                                      |
| 1956  | Géant (Giant)                                                                 | George Stevens                    | Leslie Benedict                                                                                           |                                      |
| 1957  | L’Arbre de vie (Raintree County)                                              | Edward Dmytryk                    | Suzanna Drake                                                                                             |                                      |
| 1958  | La Chatte sur un toit brûlant (Cat on a Hot Tin Roof)                         | Richard Brooks                    | Maggie |                                      |
| 1959  | Soudain l’été dernier (Suddenly, Last Summer)                                 | Joseph L. Mankiewicz              | Catherine Holly                                                                                           | Golden Globe Award                   |
| 1960  | Scent of Mystery ou Holiday in Spain                                          |                                   | La Vraie Sally Kennedy (non créditée)                                                                     |                                      |
| 1960  | La Vénus au vison (BUtterfield 8)                                             | Daniel Mann                       | Gloria Wandrous                                                                                           | Oscar de la meilleure actrice        |
| 1963  | Cléopâtre (Cleopatra)                                                         | Joseph L. Mankiewicz              | Cléopâtre                                                                                                 |                                      |
| 1963  | Hôtel international (The V.I.P.s ou International Hotel)                      | Anthony Asquith                   | France Andros                                                                                             |                                      |
| 1965  | Le Chevalier des sables (The Sandpiper)                                       | Vincente Minnelli                 | Laura Reynolds                                                                                            |                                      |
| 1966  | Qui a peur de Virginia Woolf ? (Who’s Afraid of Virginia Woolf?)              | Mike Nichols                      | Martha | Oscar de la meilleure actrice, BAFTA |
| 1967  | La Mégère apprivoisée (The Taming of the Shrew)                               | Franco Zeffirelli                 | Katharina                                                                                                 |                                      |
| 1967  | Doctor Faustus (Doctor Faustus)                                               | Richard Burton et Neville Coghill | Hélène de Troie                                                                                           |                                      |
| 1967  | Reflets dans un œil d’or (Reflections in a Golden Eye)                        | John Huston                       | Leonora Penderton                                                                                         |                                      |
| 1967  | Les Comédiens (The Comedians)                                                 | Peter Glenville                   | Martha Pineda                                                                                             |                                      |
| 1968  | Boom (Boom!)                                                                  | Joseph Losey                      | Flora ‘Sissi’ Goforth                                                                                     |                                      |
| 1968  | Cérémonie secrète (Secret Ceremony)                                           | Joseph Losey                      | Leonora                                                                                                   |                                      |
| 1969  | Anne des mille jours (Anne of the Thousand Days ou Anne of a Thousand Days)   | Charles Jarrott                   | Courtesan (non créditée)                                                                                  |                                      |
| 1970  | Las Vegas, un couple (The Only Game in Town)                                  | George Stevens                    | Fran Walker                                                                                               |                                      |
| 1972  | Une belle tigresse (Zee and Co.)                                              | Brian G. Hutton                   | Zee Blakeley                                                                                              |                                      |
| 1972  | Au bois lacté (Under Milk Wood)                                               | Andrew Sinclair                   | Rozie Probert                                                                                             |                                      |
| 1972  | Hammersmith Is Out                                                            | Peter Ustinov                     | Jimmie Jean Jackson                                                                                       |                                      |
| 1973  | Divorce (Divorce His, Divorce Hers)                                           | Waris Hussein                     | Jane Reynolds                                                                                             | Téléfilm                             |
| 1973  | Terreur dans la nuit (Night Watch)                                            | Brian G. Hutton                   | Ellen Wheeler                                                                                             |                                      |
| 1973  | Les Noces de cendre (Ash Wednesday)                                           | Larry Peerce                      | Barbara Sawyer                                                                                            |                                      |
| 1974  | Identikit (The Driver’s Seat ou Psychotic)                                    | Giuseppe Patroni Griffi           | Lise |                                      |
| 1974  | Il était une fois à Hollywood (That Entertainment)                            | Jack Haley Jr.                    | |                                      |
| 1976  | L’Oiseau bleu (The Blue Bird)                                                 | George Cukor                      | Queen of Light/Mother/Witch/Maternal Love                                                                 |                                      |
| 1976  | Victoire à Entebbé (Victory at Entebbe)                                       | Marvin J. Chomsky                 | Edra Vilnofsky                                                                                            | Téléfilm                             |
| 1977  | Une petite musique de nuit (A Little Night Music)                             | Harold Prince                     | Desiree Armfeldt                                                                                          |                                      |
| 1978  | Return Engagement                                                             | Harold Prince                     | Dr Emily Loomis                                                                                           | Téléfilm                             |
| 1979  | Winter Kills                                                                  | William Richert                   | Lola Comante                                                                                              | non créditée                         |
| 1980  | Le miroir se brisa (The Mirror Crack’d)                                       | Guy Hamilton                      | Marina Rudd                                                                                               |                                      |
| 1981  | Hôpital central (General Hospital)                                            |                                   | Helena Cassadine (3 épisodes)                                                                             | Série télévisée                      |
| 1983  | Between Friends ou Nobody Makes Me Cry                                        |                                   | Deborah Shapiro                                                                                           | Téléfilm                             |
| 1984  | La Force du destin (All My Children)                                          |                                   | | Série télévisée                      |
| 1984  | Hôtel (Hotel)                                                                 |                                   | Katherine Cole (Épisode Intimate Strangers)                                                               | Série télévisée                      |
| 1985  | Malice in Wonderland ou The Rumor Mill                                        |                                   | Louella Parsons                                                                                           | Téléfilm                             |
| 1985  | Nord et Sud (North and South)                                                 |                                   | Madam Conti (6 épisodes)                                                                                  | Feuilleton télévisé                  |
| 1986  | Une vie de star (There Must Be a Pony)                                        |                                   | Marguerite Sydney                                                                                         | Téléfilm                             |
| 1987  | Poker Alice                                                                   |                                   | Alice Moffit                                                                                              | Téléfilm                             |
| 1988  | Toscanini (Il giovane Toscanini)                                              | Franco Zeffirelli                 | Nadina Bulichoff                                                                                          |                                      |
| 1989  | Sweet Bird of Youth                                                           |                                   | Alexandra Del Lago                                                                                        | Téléfilm                             |
| 1992  | Captain Planet and the Planeteers                                             |                                   | Mère de Todd (Épisode A Formula for Hate)                                                                 | Série télévisée                      |
| 1992  | Les Simpson (The Simpsons)                                                    |                                   | Maggie Simpson (épisode 10 : Le Premier Mot de Lisa) et Elizabeth Taylor (épisode 22 : Krusty, le retour) | Série télévisée                      |
| 1994  | La Famille Pierrafeu ou The Flinstones – La famille Pierrafeu (The Flinstones | Brian Levant                      | Pearl Slaghoople                                                                                          |                                      |
| 1996  | Une nounou d'enfer ou The Nanny – Une nounou d'enfer (The Nanny)              | Fran Drescher                     | Elle-même (Épisode 21 : Les perles d'Elizabeth Taylor)                                                    | Série télévisée                      |
| 2001  | Drôles de retrouvailles (These Old Broads)                                    |                                   | Beryl Mason                                                                                               |                                      |
| 2003  | Dieu, le diable et Bob (God, the Devil and Bob)                               |                                   | Sarah (Épisode God’s Girlfriend)                                                                          | Série télévisée                      |

## Distinctions
- Commandeur de l'ordre des Arts et des Lettres En 1985, le ministre de la Culture français de l’époque, Jack Lang, lui remet les insignes[127].
- Ordre de l'Empire britannique à titre civil Elle est faite Dame-commandeur de l'ordre de l'Empire britannique par la reine Élisabeth II en 2000, ce qui lui donne droit à l’appellation protocolaire Dame Elizabeth Taylor utilisée par exemple sur la chaîne ITV[62].
- Chevalier de la Légion d'honneur en 1987

### Autres hommages
- La même année, l’American Film Institute, qui lui avait déjà rendu hommage en 1993[128], l’a classée septième des plus grandes actrices de tous les temps dans le classement AFI’s 100 Years… 100 Stars[129].
- À l’âge de 70 ans, le journal britannique The Sunday Express la sacre « Plus belle femme du monde » devant Grace Kelly, Audrey Hepburn, Sophia Loren, Marilyn Monroe, Brigitte Bardot ou encore Catherine Zeta-Jones[130].
- Ses empreintes de main et de pied ont été « immortalisées » dans la cour d’honneur du Grauman’s Chinese Theatre le 26 septembre 1956[131], tandis qu’à Hollywood, sur la « promenade des célébrités » (Walk of Fame), une des 2 000 étoiles porte son nom, à hauteur du 6336 Hollywood Boulevard[132].

### Récompenses
| Année | Cérémonie                              | Récompense                                       | Film                           |
| ----- | -------------------------------------- | ------------------------------------------------ | ------------------------------ |
| 1957  | Golden Globes                          | Special Award                                    |                                |
| 1958  | Laurel Award                           | Meilleure Actrice dans un film dramatique        | L’Arbre de vie                 |
| 1960  | Golden Globes                          | Meilleure Actrice dans un film dramatique        | Soudain l’été dernier          |
| 1960  | Laurel Award                           | 2e Star Féminine                                 |                                |
| 1960  | Laurel Award                           | Meilleure Performance dans un film dramatique    | Soudain l’été dernier          |
| 1961  | Oscar du cinéma                        | Meilleure actrice                                | La Vénus au vison              |
| 1961  | Laurel Award                           | 2e Meilleure Performance dans un film dramatique | La Vénus au vison              |
| 1961  | Laurel Award                           | 2e Star Féminine                                 |                                |
| 1963  | Laurel Award                           | 2e Star Féminine                                 |                                |
| 1964  | Laurel Award                           | 2e Star Féminine                                 |                                |
| 1965  | Laurel Award                           | Star Féminine                                    |                                |
| 1966  | Laurel Award                           | Star Féminine                                    |                                |
| 1966  | Laurel Award                           | 3e Meilleure Performance dans un film dramatique | Le Chevalier des sables        |
| 1967  | Oscar du cinéma                        | Meilleure actrice                                | Qui a peur de Virginia Woolf ? |
| 1967  | BAFTA Awards                           | BAFTA Film Award[réf. incomplète]                | Qui a peur de Virginia Woolf ? |
| 1967  | Kansas City Film Critics Circle Awards | Meilleure actrice                                | Qui a peur de Virginia Woolf ? |
| 1967  | National Board of Review               | Meilleure actrice                                | Qui a peur de Virginia Woolf ? |
| 1968  | Prix Bambi                             |                                                  |                                |
| 1972  | Ours d'argent de la meilleure actrice  | Meilleure actrice                                | Hammersmith Is Out             |
| 1974  | Golden Globes                          | Henrietta Award                                  |                                |
| 1977  | Hasty Pudding Theatricals              | Woman of the Year                                |                                |
| 1993  | Oscar du cinéma                        | Jean Hersholt Humanitarian Award                 |                                |
| 1993  | American Film Institute                | Award pour l’ensemble de sa carrière             |                                |
| 1996  | Golden Globes                          | Cecil B. DeMille Award                           |                                |
| 1998  | Screen Actors Guild Award              | Life Achievement Award                           |                                |
| 1999  | BAFTA Awards                           | Academy Fellowship                               |                                |
| 2001  | Taos Talking Picture Festival          | Maverick Award                                   |                                |

### Nominations
| Année | Cérémonie       | Nomination                                | Film                           |
| ----- | --------------- | ----------------------------------------- | ------------------------------ |
| 1958  | Oscar du cinéma | Meilleure actrice                         | L’Arbre de vie                 |
| 1958  | Laurel Award    | 4e Star Féminine                          |                                |
| 1959  | Oscar du cinéma | Meilleure actrice                         | La Chatte sur un toit brûlant  |
| 1959  | BAFTA Awards    | Meilleure actrice                         | La Chatte sur un toit brûlant  |
| 1960  | Oscar du cinéma | Meilleure actrice                         | Soudain l’été dernier          |
| 1961  | Golden Globes   | Meilleure Actrice dans un film dramatique | La Vénus au vison              |
| 1962  | Laurel Award    | 7e Star Féminine                          |                                |
| 1966  | Golden Globes   | Henrietta Award                           |                                |
| 1967  | Golden Globes   | Meilleure Actrice dans un film dramatique | Qui a peur de Virginia Woolf ? |
| 1968  | BAFTA Awards    | Meilleure actrice                         | Soudain l’été dernier          |
| 1968  | Laurel Award    | 7e Star Féminine                          |                                |
| 1969  | Golden Globes   | Henrietta Award                           |                                |
| 1971  | Laurel Award    | 7e Star Féminine                          |                                |
| 1974  | Golden Globes   | Meilleure Actrice dans un film dramatique | Les Noces de cendre            |
| 1994  | Razzie Awards   | Pire Actrice dans un Second Rôle          | La Famille Pierrafeu           |

## Iconographie
- 1954 : Vaclav Neubert, Portrait réalisé à Paris, collection privée.
- 1962 : Andy Warhol, Liz as Cleopatra, collection privée.
- 1963 : Andy Warhol, Ten Liz, Centre Pompidou

## Voix françaises
| - Paule Emanuele dans : - Qui a peur de Virginia Woolf ? - Cérémonie secrète - Boom - Divorce (téléfilm) - Terreur dans la nuit - L'Oiseau bleu - Victoire à Entebbé - Le miroir se brisa - Malice in Wonderland (téléfilm) - Nord et Sud (mini-série) - La Famille Pierrafeu - Une nounou d'enfer (série télévisée) - Drôles de retrouvailles (téléfilm) - Nelly Benedetti dans : - La Dernière Fois que j'ai vu Paris - La Piste des éléphants - Géant - La Vénus au vison - Hôtel international - Le Chevalier des sables - Les Comédiens | - Claude Winter dans : - L'Arbre de vie - Soudain l'été dernier - Cléopâtre - Reflets dans un œil d'or - La Mégère apprivoisée - Nicole Riche dans : - Les Quatre Filles du docteur March - Rhapsodie - Le Beau Brummel - Micheline Cevennes dans : - Une place au soleil - Ivanhoé Et aussi - Colette Borelli dans Jane Eyre - Jacqueline Sauveur dans Le Grand National - Dorothée Jemma dans Allons donc, papa ! (doublage tardif) - Jacqueline Porel dans La Chatte sur un toit brûlant - Martine Sarcey dans Une belle tigresse |

#### Bases de données et notices
- Ressources relatives à l'audiovisuel :   - Africultures
  - AllMovie
  - Allociné
  - American Film Institute
  - British Film Institute
  - Ciné-Ressources
  - Filmportal
  - Filmweb.pl
  - IMDb
  - Korean Movie Database
  - Oscars du cinéma
  - Rotten Tomatoes
  - Unifrance
- Ressources relatives à la musique :   - Discogs
  - Last.fm
  - MusicBrainz
  - Muziekweb
  - Rate Your Music
  - Songkick
- Ressources relatives au spectacle :   - Archives suisses des arts de la scène
  - Internet Broadway Database
  - L’Officiel des spectacles
  - Playbill
- Ressources relatives aux beaux-arts :   - British Museum
  - Cooper–Hewitt, Smithsonian Design Museum
  - National Portrait Gallery
- Ressource relative à plusieurs domaines :   - Metacritic
- Ressource relative à la bande dessinée :   - Comic Vine
- Ressource relative à la vie publique :   - C-SPAN
- Ressource relative à la mode :   - Elle
- Notices dans des dictionnaires ou encyclopédies généralistes :   - American National Biography
  - Britannica
  - Brockhaus
  - Den Store Danske Encyklopædi
  - Deutsche Biographie
  - Dictionnaire universel des créatrices
  - Enciclopedia italiana
  - Enciclopedia De Agostini
  - Gran Enciclopèdia Catalana
  - Hrvatska Enciklopedija
  - Internetowa encyklopedia PWN
  - Larousse
  - Nationalencyklopedin
  - Munzinger
  - Oxford Dictionary of National Biography
  - Proleksis enciklopedija
  - Store norske leksikon
  - Treccani
  - Universalis
  - Visuotinė lietuvių enciklopedija
- Notices d'autorité :   - VIAF
  - ISNI
  - BnF (données)
  - IdRef
  - LCCN
  - GND
  - Italie
  - Japon
  - CiNii
  - Espagne
  - Pays-Bas
  - Pologne
  - Israël
  - NUKAT
  - Catalogne
  - Suède
  - Australie
  - Norvège
- (en) « Elizabeth Taylor », sur Find a Grave